# Ódor László (geológus)
Ódor László (Mikosszéplak, 1938. január 20. – Budapest, 2022. szeptember 10.) magyar geológus.

## Tanulmányai
A budapesti Széchenyi István Gimnáziumban érettségizett 1956-ban, majd az Eötvös Loránd Tudományegyetem természettudományi karának (ELTE TTK) geológus szakán folytatta tanulmányait és szerzett 1961-ben geológusi oklevelet. Szakdolgozatát a Karancs-hegység kőzettani vizsgálatáról írta. Egyetemi évei során már bekapcsolódott a tudományos diákköri munkába és az Ásványtani Tanszéken demonstrátorként is dolgozott. Végzés után az Ásványtani Tanszéken maradt és tanársegédként a hallgatók ásványtani gyakorlatát és szakmai kirándulásait vezette.

## Tudományos munkássága
1964-ben ösztöndíjjal továbbképzésre az USA-ba utazott és a Minneapolisi Egyetemen ásványtan-kristálytani, geokémiai előadásokat hallgatott, miközben a nem geológus hallgatóknak vezetett gyakorlatokat. 1965 nyarán tért vissza az ELTE TTK Ásványtani Tanszékére.
1966 januárjában, az Országos Ritkafém-kutató Csoport megalakulásakor átkerült a Magyar Állami Földtani Intézet (MÁFI) Geokémiai Osztályára. Itt megismerkedett mind a magmás, mind az üledékes kőzetek geokémiai kutatási, feldolgozási módszereivel.
1968-ban a Mongol–Magyar Geológiai Expedíció tagjaként egy évet töltött Kelet-Mongóliában. A 18 000 km²-nyi kutatási területen az 1:200 000 méretarányú földtani térképezés során gyakorlatot szerzett a légifényképek értékelésében, a terepi térképszerkesztési munkákban. Hazatérve részt vett az Országos Ritkafémkutató Program befejező munkálataiban.
Szakmai munkáját 1972 januárjától a MÁFI Síkvidéki Osztályán folytatta, ahol az 1:100 000 méretarányú Alföld-térképezésben vett részt, foglalkozott a jelenkori üledékképződési problémákkal és a légifényképek síkvidéki felhasználási lehetőségeivel. Később az intézetben megalakuló Alkalmazott Földtani Csoportba került, ahol az OKGT megrendelésére a Dunántúli-középhegység, majd a Mecsek hegység és környezete szénhidrogén-prognosztikai értékelését végezték el. Elsősorban a szénhidrogén-keletkezés és -migráció szerves geokémiai és földtani problémáival, valamint a CH prognózis módszereivel és lehetőségeivel foglalkoztak e munka során. 1976-ban a MÁFI-ban rendezték meg a Nemzetközi Hidrogeológiai Konferenciát (IAH–IAHS), az előkészítés és a lebonyolítás során a szervezőbizottság titkáraként tevékenykedett.
1980 januárjától a MÁFI Középhegységi Osztályára került. A feladat a Velencei-hegység Balatonfő területe komplex földtani megkutatása volt. Foglalkozott a geokémiai-metallometriai felvételek értékelésével, a légifényképek alkalmazásával, részt vett a terepi felvételi munkában, a térképező és szerkezetkutató fúrások feldolgozásában, értelmezésében és a területen található ércesedés vizsgálatában.
1988-ban átkerült a MÁFI Geokémiai Osztályára, ahol kezdetben agrogeokémiai vizsgálatokkal foglalkozott, majd 1989-től részt vett a Tokaji-hegység áttekintő geokémiai felvételében és a Füzérradvány térségében folyó részletező geokémiai szelvényezésben. Ezzel párhuzamosan szénhidrogénföldtani (a földgázprognózis térfogat-genetikai módszere) tárgyú munkát is végezett.
1991-ben indult a MÁFI-ban a Geokémiai felvételek projekt, ennek vezetésével bízták meg. Tárgya az ország felszíni képződményeinek geokémiai kutatása. A projekt általános céljai között a legfontosabbak: a felszín környezet-geokémiai állapot átvizsgálata áttekintő és részletes felvételek alapján, geokémiai jellemzés készítése a vizsgált területekre, a geokémiai háttér (alapszint) meghatározása, az ország áttekintő geokémiai térképének elkészítése, a rejtett ércesedések lehetőség szerinti kimutatása részletesebb vizsgálatokkal.
1993-tól geológiai tárgyú ismeretterjesztő szócikkeket írt a Magyar nagylexikon, a Környezet- és természetvédelmi lexikon és a Környezetvédelmi lexikon számára.
Az ország geokémiai térképének utómunkálatai (magyarázó, terepi ellenőrző vizsgálatok) 1996-ban befejeződtek, a kéziratos térképsorozatot és a legfontosabb geokémiai paramétereket átadták a felhasználóknak. Az utómunkálatok közül a következők jelentősebbek: publikáció elkészítése a Journal of Geochemical Exploration számára, népszerűsítő, tájékoztató anyag készítése internetes felhasználáshoz („Magyarország geokémiai atlasza”, „Magyarország geokémiai nagytájai”) és az országos felvétel bizonyos anomáliáinak terepi ellenőrzése. Ez utóbbi munka során a Duna–Tisza köze déli része ártereinek megismételt mintázása nagy arzénkoncentrációkat igazolt. Megvizsgálták a recski ércbánya feletti és alatti vízfolyások ártéri üledékeinek szennyezettségét is. A külső szerződéses munkáikban sikerült hasznosítani az ártéri üledékekről szerzett ismereteiket. A kis mintázási sűrűségű országos felvétel csatlakozik a Global Geochemical Baseline (IGCP 360) projekt munkálataihoz és a Nyugat-európai Földtani Intézetek (WEGS, ill. FOREGS Geochemical Task Force) geokémiai térképezési kezdeményezéseihez. A FOREGS keretében 1998-ban került sor egy nagyszabású, referenciaként szolgáló, több közegre kiterjedő mintázás elvégzésére.
1997-ben befejezték a patakhordalék-felvétel terepi munkáit. Elkészült a Zempléni-hegység, a Mátra és a Börzsöny–Dunazug–Pilis–Budai-hegység előzetes kutatási jelentése. Megkezdték a Bükk és az Aggteleki-karszt elemzési eredményeit és feldolgozását. A zárójelentés előkészületeként megszerkesztették számos részterület végső, digitális alaptérképét. Számos eredményt publikáltak az újra induló Földtani Kutatásban. Vizsgálták az ércbányászathoz kapcsolódó környezeti ártalmakat (Börzsöny, Mátra, Zemplén).
2000-ben ment nyugdíjba, ezt követőleg még egyéni vállalkozóként dolgozott a MÁFI Adattárában, majd 2006-tól 2014-ig a MOL Adattárában (adatbázis készítése megadott paraméterekre a kútkönyvek alapján).

## Publikációi
- Ódor L. 1962: A Karancs-hegység kőzettani és földtani viszonyai. Földtani Közlöny, XCII . pp. 387–399.
- Ódor L., Szeredai L., 1964: A velencei-hegységbeli lászlótanyai fluorit ásványtani vizsgálata. Földtani Közlöny, XCIV. pp. 75–82.
- Földváriné Vogl Mária, Böjtösné Varrók Kornélia, Csalagovits Imre, Jámbor Áron, Nagy, Béla, Ódor László, Vető István,  Víg Aladárné: Az országos területi ritkafémkutatás 1966. évi eredményei. A Magyar Állami Földtani Intézet Évi Jelentése 1966. Előzetes jelentés. pp. 119–161. , 43 p. (1966)
- Földváriné Vogl Mária, Böjtösné Varrók Kornélia, Csalagovits Imre, Ódor László, Vető István, Nagy Béla: Az országos területi ritkafémkutatás 1967. évi eredményei. A Magyar Állami Földtani Intézet Évi Jelentése 1967. Előzetes jelentés. pp. 143–159. , 17 p. (1967)
- Ódor L. 1969: Jelentés a Balinka II. terület eocén barnakőszén-összletén végzett geokémiai vizsgálatokról. Magyar Állami Földtani Intézet Évi Jelentése az 1967. évről., pp. 315–345.
- Ódor L. 1971: A dunántúli eocén kőszenek Be tartalmáról. Magyar Állami Földtani Intézet Évi Jelentése az 1969. évről. pp. 123–132.
- Ódor L., 1974: A légifényképek alkalmazása a hajdúnánási terület 1: 100 000-es földtani térképezésénél. Magyar Állami Földtani Intézet Évi Jelentése az 1972. évről. pp. 125–133.
- Horváth I., Ódor L. 1975: A légifényképek segítségével elkülönített földtani területegységek.  - Az Alföld földtani atlasza – Tiszafüred. Magyar Állami Földtani Intézet, 1975.
- Horváth I., Ódor L. 1976: A tiszafüredi 100 000-es térképlap légifénykép-anyagának földtani értékelése. A Magyar Állami Földtani Intézet Évi Jelentése az 1974. évről, pp. 115–123.
- Horváth I., Ódor L., 1976: Geological and hydrogeological features of the meander belt and fluviatile cycle of the river Tisza (Hungary). – International Hydrogeological Conference (IAH –AIH) – Hydrology of Great Sedimentary Basins – Abstracts, Budapest. 1976, pp. 89–92.
- Horváth I., Ódor L. 1977: A Tisza meanderövének és üledékciklusának néhány földtani jellegzetessége. A Magyar Állami Földtani Intézet Évi Jelentése az 1975. évről, pp. 113–126.
- Dudko A., Ódor L., 1980: A betemetődési mélység és a kompakciós víz mennyiségének becslése a térfogatsúly értékek segítségével (Dunántúli Középhegység). Magyar Állami Földtani Intézet Évi Jelentése az 1978. évről. pp. 291–301.
- Horváth I., Ódor L., Dudko A., Daridáné Tichy M., Bihari D. 1981: A Dunántúli–középhegység és környéke szénhidrogén-földtani vizsgálata. A Magyar Állami Földtani Intézet Évi Jelentése az 1979. évről, pp. 267–281.
- Ódor L., Dudko A., Gyalog L.,1982: A Velencei-hegység északkeleti részének metallometriai értékelése. A Magyar Állami Földtani Intézet Évi Jelentése az 1980. évről. pp. 229–243.
- Horváth I., Ódor L., Dudko A., Daridáné Tichy M., Bihari D. 1982: A Mecsek–Villányi-hegység és környéke szénhidrogén–földtani értékelése. A Magyar Állami Földtani Intézet Évi Jelentése az 1980. évről, pp. 229–242.
- Ódor L., Daridáné Tichy M., Gyalog L., Horváth I. 1983: Intruzív breccsák a Velencei–hegység északkeleti részén. A Magyar Állami Földtani Intézet Évi Jelentése az 1981. évről, pp. 389–411.
- Horváth I., Daridáné Tichy M., Ódor L. 1983: Magnezittartalmú dolomitos karbonatit (beforszit) telérkőzet a Velencei–hegységből. A Magyar Állami Földtani Intézet Évi Jelentése az 1981. évről, pp. 369–388.
- Gyalog L, Ódor L., 1983: Felső-pannóniai bázisképződmények a Velencei-hegység keleti részén. Magyar Állami Földtani Intézet Évi Jelentése az 1981. évről. pp. 413–423.
- Horváth, I., Ódor, L. 1984: Alkaline ultrabasic rocks and associated silicocarbonatites in the NE part of the Transdanubian Mts. (Hungary). – Mineralia Slovaca 16 (1), pp. 115–119.
- Horváth, I., Dudko, A., Ódor, L., Bérczi, J., Dobossy, G. 1985: Alkaline ultrabasic rocks in the NE part of the Transdanubian Mts. (Hungary). – Proceeding reports of the XIIIth Congress of Carpatho–Balkan Geological Association 1985. part I, Sect. 3, Magmatism and Metamorphism. Poland, Cracow. Sept. 5–10, pp. 376–377.
- Horváth, I., Ódor, L., Dudko, A. 1987: Upper Cretaceous lamprophyres in the Transdanubian Mts. (Hungary). – 5th Meeting of European Geological Societies „Orogeny, Magmatism and Metallogeny in Europe”. Dubrovnik, 1987. p. 44.
- Horváth, I., Ódor, L., Ó. Kovács, L. 1987: Upper Carboniferous granitic magmatism and its metallogenetic evaluation. – 5th Meeting of European Geological Societies „Orogeny, Magmatism and Metallogeny in Europe”. Dubrovnik, 1987. p. 43.
- Tichy M., Ódor L. 1987: Paleogene andesitic magmatism and metallogeny, Velence Hills, Hungary. – 5th Meeting of European Geological Societies „Orogeny, Magmatism and Metallogeny in Europe”. Dubrovnik, 1987. p. 87.
- Horváth I., Ódor L. 1989: A Polgárdi Mészkő Formáció kontakt–metamorf és metaszomatikus jelenségei. A Magyar Állami Földtani Intézet Évi Jelentése az 1987. évről, pp. 137–143
- Horváth I., Ódor L., Ó. Kovács L. 1989: A Velencei–hegységi gránit metallogéniai sajátosságai. A Magyar Állami Földtani Intézet Évi Jelentése az 1987. évről, pp. 349–366.
- Vető I., Ó. Kovács L., Horváth I., Ódor L., 1989: Effect of Maturation History and Dissolution of Methane on Gas Migration in an Originally Lean Molasse Basin – Computer Modelling for Pannonian Basin. – p. 1162. AAPG Rocky Mountain Section Meeting, Oct. 1-4. 1989. Albuqueque, New Mexico, Abstracts – AAPG Bull. vol. 73. No. 9.
- Ó. Kovács, L., Hartikainen, A., Ódor, L., Horváth, I., Fügedi, U. 1991: Regional geochemical survey in the Tokaj–Mts, Hungary. – Abstract of International Symposium on Computer Application in Geoscience, Beijing, China, 1991. pp. 380–382.
- Ó. Kovács, L., Vető, I., Horváth, I., Ódor, L. 1992: Computer modelling for methane generation and migration. A Magyar Állami Földtani Intézet Évi Jelentése az 1989. évről, pp. 573–586.
- Hartikainen, A., Horváth, I., Ódor, L., Ó. Kovács, L. and Csongrádi, J. 1992: Regional multimedia geochemical exploration for Au in the Tokaj Mountains, northeast Hungary. – Applied Geochemistry, Vol. 7., No. 6. pp. 533–547.
- Ódor, L., Csalagovits, I. and Horváth, I. 1992: The relationship between geological setting and toxic elements enrichments of natural origin in Hungary. – International Symposium on Environmental Contamination in Central and Eastern Europe., Symposium Proceedings., Budapest ’92, pp. 51–53.
- Hartikainen, A., Horváth, I., Ódor, L., Ó. Kovács, L., Csongrádi, J. 1992: Regional multimédia geochemical exploration for Au in the Tokaj Mountains, northeast Hungary. – Applied Geochemistry 7, 533–547.
- Hartikainen, A., Ódor, L., Horváth, I., Ó. Kovács, L., Fügedi, U. 1994: Regional geochemical survey of the Tokaj Mountains, northeast Hungary. – Tutkimusraportti (Report of Investigation) 120, Geological Survey of Finland, Espoo. pp. 1–32.
- Horváth I., Ódor L., Fügedi U., Hartikainen, A. 1994: Aranyindikációk a Tokaji-hegységi geokémiai érckutatásban. Gold indications in the regional-scale geochemical survey of the Tokaj Mts. (Hungary). Földtani Kutatás 123/4, pp. 363–378.
- Horváth I., Fügedi U., Ódor L., Tungli Gy. 1994: Telkibánya környékének felszíni geokémiai vizsgálata. Topographia Mineralogica Hungariae 2, pp. 133–139.
- Fügedi U., Ódor L., Vető-Ákos É. 1995: Mercury related Environmental Problems in Hungary. NATO Advanced Research Workshop: Regional and Global Mercury Cycles: Sources, Fluxes and Mass Balances., Abstracts, 10 – 14 July 1995, Novosibirsk, Russia, pp. 37–38.
- Ódor L., Horváth I., Fügedi U., 1996: Low–density Geochemical Survey of Hungary. Volume of Abstracts, Environmental Geochemical Baseline Mapping in Europe Conference, May 21–24, 1996, Spisska Nova Ves, Slovakia pp. 53–57.
- Ódor, L., Horváth, I., Fügedi U. 1997: Low-density geochemical mapping in Hungary. – Journal of Geochemical Exploration, 60, pp. 55–66.
- Ódor L., Horváth I., Fügedi U., 1997: Az arany és ezüst geokémiai háttérértékei az ártéri üledékek alapján. – Földtani Kutatás, 34 (1), pp. 13–17.
- Ódor L., Wanty R. B., Horváth I., Fügedi U., 1997: Mobilization and Attenuation of Metals Downstream of a Base-Metal Mining Site in the Mátra Mountains, North eastern Hungary. In: Wanty, R. B., Marsh, S.P., and Gough, L. P., eds.,4th International Symposium on Environmental Geochemistry Proceedings: U.S. Geological Survey Open-File Report OF97-496, 100 pp.
- Ódor L., Horváth I., Fügedi U. 1997: Észak-Magyarország nemesfém perspektívái a patakhordalékok geokémiai felvétele alapján. – Földtani Kutatás, 34/2: 9-12.
- Korpás L., Ódor L., Horváth I., Csirik Gy., Haas S. J. ,Hofstra, A., Leventhal, J. 1997: Carlin arany Magyarországon. –Földtani Kutatás 34/4, 3–8.
- Korpás L., Csillagné Teplánszky E., Hámor G., Ódor L., Horváth I., Fügedi U., Harangi Sz. 1998: Magyarázó a Börzsöny és a Visegrádi-hegység földtani térképéhez (1:50 000). – A Magyar Állami Földtani Intézet kiadványa, Budapest, 179 p.
- Ódor L., Wanty, R. B., Horváth I., Fügedi U., 1998: Environmental Signatures of Mineral Deposits and Hydrothermal Alterations in Northeastern Hungary - a Case Study. - In: Deposit and Geoenvironmental Models for Resource Exploration and Environmental Security. NATO Advanced Study Institute, September 6-18,1998, Mátraháza, Hungary. Abstracts, pp. 29–30
- Ódor L., Wanty R. B., Horváth I., Fügedi U., 1998: Mobilization and Attenuation of Metals Downstream of a Base-Metal Mining Site in the Mátra Mountains, North eastern Hungary. – Journal of Geochemical Exploration 65, pp. 47–60.
- Horváth, I., Fügedi, U., Grill, J., Ódor, L., Tungli, Gy. 1999: A detailed soil-geochemistry survey for gold concentrations in the area between Füzérkajata and Vilyvitány, the Tokaj range, NE Hungary. – Ann. Rep. of the Geological Institute of Hungary 1992– 1993/II, pp. 93–102.
- Ódor L., Wanty R. B., Horváth I., Fügedi U., 1999: Environmental Signatures of mineral deposits and areas of regional hydrothermal alteration in Northeastern Hungary. – Geologica Hungarica, Series Geologica, Tomus 24, Budapest, pp. 107–139.
- Ódor L., Horváth I., 2003: Elemeloszlás és környezeti állapot a geokémiai térképezés tükrében. In: Glatz Ferenc (szerk.), Magyarország az ezredfordulón, Stratégiai tanulmányok a Magyar Tudományos Akadémián, Műhelytanulmányok: Anyagáramlások és hatásaik a természetben. Budapest 2003. MTA Társadalomkutató Központ, pp. 151–189.
- Horváth István., Daridáné Tichy Mária, Dudko Antonyina, Gyalog László, Ódor László 2004: A Velencei-hegység és a Balatonfő földtana. Magyarázó a Velencei-hegység földtani térképéhez (1:25 000) és a Balatonfő–Velencei-hegység mélyföldtani térképéhez (1:100 000). Szerk.: Gyalog László és Horváth István
- Fügedi U., Horváth I., Ódor L., 2006: Geokémiai háttér és a természetes eredetű környezeti terhelés Magyarország felszíni képződményeiben. In: Szendrei Géza (szerk.): Magyarország környezetgeokémiai állapota, MTA Földtudományok Osztálya, Budapest 2006, pp 11–23.
- Fügedi U., Horváth I., Ódor L., 2007: Geokémiai háttérértékek Magyarország hegyvidéki területein. – Földtani Közlöny 137/1, pp. 63–74.